# Walkin' on the Sun
Walkin' on the Sun é o primeiro single da banda estadunidense Smash Mouth, do álbum Fush Yu Mang.

## Faixas
- Download[1]

1. "Walkin' on the Sun" - 3:25

- EP japônes

1. "Walkin' on the Sun" – 3:28
2. "Sorry About Your Penis" – 1:26
3. "Dear Inez" – 2:53
4. "Push" – 2:52
5. "Walkin' on the Sun" (Love Attack Mix) – 5:38
6. "Walkin' on the Sun" (Phat 'N' Phunky Sunstroke Club) – 6:40

- Maxi-single europeu

1. "Walkin' on the Sun" – 3:25
2. "Sorry About Your Penis" – 1:23
3. "Dear Inez" – 2:50
4. "Push" – 2:49